# See for Miles
See for Miles est le label d'une compagnie de disque indépendante britannique, fondée en 1982 et active jusqu'aux années 2000. Son nom vient de son cofondateur Colin Miles ainsi que de la chanson I Can See for Miles des Who. Le label est vendu en 2007.